# Jezioro Tuniskie
Jezioro Tuniskie (arab. ‏بحيرة تونس‎ = Buhajrat Tunus; fr. Lac de Tunis) – naturalna laguna w Tunezji, między Tunisem a Zatoką Tuniską na Morzu Śródziemnym. Jej powierzchnia wynosi 37 km², a głębokość sięga zaledwie 1 metra.  
W przeszłości laguna tworzyła naturalny port Tunisu, jednak z powodu postępującego zamulenia, a w konsekwencji spłycenia jej wód, z polecenia francuskich władz kolonialnych wykopano w latach 1888–1893 dziesięciokilometrowy kanał łączący port z Zatoką Tuniską. Równolegle do kanału przebiega zapora, wzdłuż której poprowadzono tory kolejowe, łączące Tunis z portem w Halk al-Wadi i miejscowościami na północ od Tunisu – Kartaginą, Sidi Bu Said i Al-Marsą.